# Soings-en-Sologne
Soings-en-Sologne est une commune française située dans le département de Loir-et-Cher, en région Centre-Val de Loire, à environ 30 kilomètres de Blois.
Localisée au sud du département, la commune fait partie de la petite région agricole « la Sologne viticole », vaste étendue de bois et de prés. Les habitants de ce village sont appelés les « Sotomagiens ».
L'occupation des sols est marquée par l'importance des espaces agricoles et naturels qui occupent la quasi-totalité du territoire communal. Plusieurs espaces naturels d'intérêt sont présents dans la commune : un site natura 2000 et deux zones naturelles d'intérêt écologique, faunistique et floristique (ZNIEFF).  En 2010, l'orientation technico-économique de l'agriculture dans la commune est la culture des céréales et des oléoprotéagineux. À l'instar du département qui a vu disparaître le quart de ses exploitations en dix ans, le nombre d'exploitations agricoles a fortement diminué, passant de 10 en 1988, à 41 en 2000, puis à 33 en 2010.
Le patrimoine architectural de la commune comprend deux bâtiments portés à l'inventaire des monuments historiques : le tumulus des Montanjons, classé en 1934, et le tumulus du Tertre, classé en 1840.

## Géographie

### Localisation et communes limitrophes
La commune de Soings-en-Sologne se trouve au sud du département de Loir-et-Cher, dans la petite région agricole de la Sologne viticole,. À vol d'oiseau, elle se situe à 24,6 km  de Blois, préfecture du département, à 17,6 km de Romorantin-Lanthenay, sous-préfecture, et à 19,8 km de Saint-Aignan, chef-lieu du canton de Saint-Aignan dont dépend la commune depuis 2015. La commune fait en outre partie du bassin de vie de Le Controis-en-Sologne.
Les communes les plus proches sont : 
Rougeou (5,5 km), Mur-de-Sologne (6,2 km), Sassay (6,6 km), Contres (7,2 km), Chémery (8,1 km), Lassay-sur-Croisne (8,6 km), Gy-en-Sologne (8,7 km), Fresnes (8,8 km) et Courmemin (10,3 km).
Soings-en-Sologne est située en bordure de la Sologne entre Blois et Romorantin-Lanthenay.
| Contres | Fontaines-en-Sologne |                |
| Sassay  | Soings-en-Sologne    | Mur-de-Sologne |
| Chémery |                      | Rougeou        |

### Hydrographie
La commune est drainée par le Conon (1,641 km) et par divers petits cours d'eau, constituant un réseau hydrographique de 16,55 km de longueur totale.
Le Conon traverse la commune du sud-est vers le nord-ouest. D'une longueur totale de 22,8 km, il prend sa source dans la commune de Mur-de-sologne et se jette  dans le Beuvron à Cellettes, après avoir traversé 5 communes. 
Sur le plan piscicole, ce cours d'eau est classé en deuxième catégorie, où le peuplement piscicole dominant est constitué de poissons blancs (cyprinidés) et de carnassiers (brochet, sandre et perche).

### Climat
Pour des articles plus généraux, voir Climat du Centre-Val de Loire et Climat de Loir-et-Cher.
En 2010, le climat de la commune est de type climat océanique dégradé des plaines du Centre et du Nord, selon une étude du CNRS s'appuyant sur une série de données couvrant la période 1971-2000. En 2020, Météo-France publie une typologie des climats de la France métropolitaine dans laquelle la commune est exposée à un climat océanique altéré et est dans la région climatique Moyenne vallée de la Loire, caractérisée par une bonne insolation (1 850 h/an) et un été peu pluvieux.
Pour la période 1971-2000, la température annuelle moyenne est de 11,3 °C, avec une amplitude thermique annuelle de 15,2 °C. Le cumul annuel moyen de précipitations est de 674 mm, avec 10,7 jours de précipitations en janvier et 7 jours en juillet. Pour la période 1991-2020, la température moyenne annuelle observée sur la station météorologique de Météo-France la plus proche, dans la commune de Cheverny à 11 km à vol d'oiseau, est de 11,8 °C et le cumul annuel moyen de précipitations est de 675,8 mm,. Pour l'avenir, les paramètres climatiques de la commune estimés pour 2050 selon différents scénarios d'émission de gaz à effet de serre sont consultables sur un site dédié publié par Météo-France en novembre 2022.

### Milieux naturels et biodiversité

#### Sites Natura 2000
Le réseau Natura 2000 est un réseau écologique européen de sites naturels d'intérêt écologique élaboré à partir des Directives « Habitats » et « Oiseaux ». Ce réseau est constitué de Zones spéciales de conservation (ZSC) et de Zones de protection spéciale (ZPS). Dans les zones de ce réseau, les États membres s'engagent à maintenir dans un état de conservation favorable les types d'habitats et d'espèces concernés, par le biais de mesures réglementaires, administratives ou contractuelles. L'objectif est de promouvoir une gestion adaptée des habitats tout en tenant compte des exigences économiques, sociales et culturelles, ainsi que des particularités régionales et locales de chaque État membre. Les activités humaines ne sont pas interdites, dès lors que celles-ci ne remettent pas en cause significativement l'état de conservation favorable des habitats et des espèces concernés. Une partie du territoire communal est incluse dans le site Natura 2000 : 
la « Sologne », d'une superficie de 346 184 ha.

#### Zones naturelles d'intérêt écologique, faunistique et floristique
L'inventaire des zones naturelles d'intérêt écologique, faunistique et floristique (ZNIEFF) a pour objectif de réaliser une couverture des zones les plus intéressantes sur le plan écologique, essentiellement dans la perspective d'améliorer la connaissance du patrimoine naturel national et de fournir aux différents décideurs un outil d'aide à la prise en compte de l'environnement dans l'aménagement du territoire. Le territoire communal de Soings-en-Sologne comprend deux ZNIEFF : 
- le « Lac de Soings » (57,77 ha)[20] ;
- les « Pelouses sablo-calcaires de Soings » (1,78 ha)[21].

## Urbanisme

### Typologie
Au 1er janvier 2024, Soings-en-Sologne est catégorisée bourg rural, selon la nouvelle grille communale de densité à sept niveaux définie par l'Insee en 2022.
Elle est située hors unité urbaine et hors attraction des villes,.

### Occupation des sols
L'occupation des sols est marquée par l'importance des espaces agricoles et naturels (96,8 %). La répartition détaillée ressortant de la base de données européenne d'occupation biophysique des sols Corine Land Cover millésimée 2012 est la suivante : 
terres arables (11,6 %), 
cultures permanentes (0,6 %), 
zones agricoles hétérogènes (15,4 %), 
prairies (3,5 %), 
forêts (65,2 %), 
milieux à végétation arbustive ou herbacée (0,7 %), 
zones urbanisées (1 %), 
espaces verts artificialisés non agricoles (0,5 %), 
zones industrielles et commerciales et réseaux de communication (1,7 %), 
eaux continentales (0,5 %).

### Planification
En matière de planification, la commune disposait en 2017 d'une carte communale approuvée, un plan local d'urbanisme était en élaboration.

### Habitat et logement
Le tableau ci-dessous présente la typologie des logements à Soings-en-Sologne en 2016 en comparaison avec celle du Loir-et-Cher et de la France entière. Une caractéristique marquante du parc de logements est ainsi la faible proportion des résidences secondaires et logements occasionnels (6,5 %) par rapport au département (18 %) et à la France entière (9,6 %). Concernant le statut d'occupation de ces logements, 77,0 % des habitants de la commune sont propriétaires de leur logement (76,8 % en 2011), contre 68,1 % pour le Loir-et-Cher et 57,6 pour la France entière.
|                                                         | Soings-en-Sologne | Loir-et-Cher | France entière |
| ------------------------------------------------------- | ----------------- | ------------ | -------------- |
| Résidences principales (en %)                           | 84,8              | 74,5         | 82,3           |
| Résidences secondaires et logements occasionnels (en %) | 6,5               | 18           | 9,6            |
| Logements vacants (en %)                                | 8,7               | 7,5          | 8,1            |

### Risques majeurs
Le territoire communal de Soings-en-Sologne est vulnérable à différents aléas naturels : climatiques (hiver exceptionnel ou canicule), feux de forêts, mouvements de terrains ou sismique (sismicité très faible)11 avril 202011 avril 2020
Il est également exposé à deux risques technologiques : le risque industriel et  le transport de matières dangereuses,.

#### Risques naturels
Les mouvements de terrains susceptibles de se produire dans la commune sont liés au retrait-gonflement des argiles. Le phénomène de retrait-gonflement des argiles est la conséquence d'un changement d'humidité des sols argileux. Les argiles sont capables de fixer l'eau disponible mais aussi de la perdre en se rétractant en cas de sécheresse. Ce phénomène peut provoquer des dégâts très importants sur les constructions (fissures, déformations des ouvertures) pouvant rendre inhabitables certains locaux. La carte de zonage de cet aléa peut être consultée sur le site de l'observatoire national des risques naturels Georisques.

#### Risques technologiques
Storengy, société spécialisée dans le stockage de gaz souterrain à Chémery et Soings-en-Sologne, est une entreprise de statut Seveso seuil haut. À ce titre, en cas d'accident, elle représente un risque majeur pour l'environnement qui doit être pris en compte dans les documents d'urbanisme. Un Plan de prévention des risques technologiques a été élaboré et approuvé à cet effet.
Le risque de transport de marchandises dangereuses dans la commune est lié à sa traversée par une route à fort trafic et une canalisation de transport de gaz. Un accident se produisant sur de telles infrastructures est en effet susceptible d'avoir des effets graves au bâti ou aux personnes jusqu'à 350 m, selon la nature du matériau transporté. Des dispositions d'urbanisme peuvent être préconisées en conséquence.

## Toponymie
"Soings" viendrait du nom d'un domaine gallo-romain, "Sonniacum", qui aurait appartenu à un certain "Sonnius".
Ce nom a évolué au fil du temps pour devenir "Soings".
Ecclesia de Soemo en 1121, Souain aux XVe et XVIe siècles, le qualificatif -en-Sologne a été ajouté au XXe siècle.
La seconde partie fait honneur à sa région naturelle d'appartenance : la Sologne.
Bien qu'il n'y ait aucune commune homonyme en France, c'est peu après la fin de la Première Guerre mondiale que la commune de Soings adopta le nom de Soings-en-Sologne, par un décret du 16 août 1919.

## Histoire
(novembre 2023).
Si vous disposez d'ouvrages ou d'articles de référence ou si vous connaissez des sites web de qualité traitant du thème abordé ici, merci de compléter l'article en donnant les références utiles à sa vérifiabilité et en les liant à la section « Notes et références ».

### Préhistoire
Deux tumuli sont reconnus dans la commune et classés aux Monuments Historiques dans la Base Mérimée :  *Tumulus du Tertre, notice Mérimée n°PA00098605, classement par la première liste de 1840 ; *Tumulus des Montangeons, notice Mérimée n°PA00098606, classement par arrêté du 29 août 1934.

### Antiquité
Importante nécropole gallo-romaine, nombreux vestiges trouvés dans le lac, dans le bourg et à proximité.

### Moyen âge et Ancien régime
Église Saint-Jean-Baptiste avec une nef en petit appareil. Le mur sud de la nef comporte deux fenêtres hautes archaïques. On note également un cintre de porte et une croix très primitive dans la maçonnerie, datant du début du XIe siècle. Le portail, la rose à l'ouest et la baie au sud sont de style gothique. Le chœur, du XVIe siècle, comprend une travée et un chevet plat. Deux chapelles latérales sont munies de voûtes d'ogives, de pignons à crochets et de personnages sculptés. Lors d'une récente rénovation, des peintures murales ont été découvertes sous les enduits.
Il s'agit d'une ancienne paroisse du diocèse d'Orléans. L'église fut donnée en 1121 à l'abbaye de Pontlevoy par l'évêque d'Orléans.
Le lac de Soings, seul lac naturel de Sologne (les autres sont des étangs créés par la main de l'homme) est situé au sud-ouest de l'église. Sa superficie varie entre 60 et 100 hectares, dues aux variations de son niveau, sans explication géologique claire (siphonnage de la nappe phréatique de Beauce ? résurgence de la Loire ?).

### Révolution française et Empire
Le décret de l'Assemblée nationale du 12 novembre 1789 décrète qu'« il y aura une municipalité dans chaque ville, bourg, paroisse ou communauté de campagne », mais ce n'est qu'avec le décret de la Convention nationale du 10 brumaire an II (31 octobre 1793) que la paroisse de Soings devient formellement « commune de Soings »,,.

## Politique et administration

### Découpage territorial
La commune de Soings-en-Sologne est membre de la Communauté de communes Val-de-Cher-Controis, un établissement public de coopération intercommunale (EPCI) à fiscalité propre créé le 1er janvier 2017.
Elle est rattachée sur le plan administratif à l'arrondissement de Romorantin-Lanthenay, au département de Loir-et-Cher et à la région Centre-Val de Loire, en tant que circonscriptions administratives. Sur le plan électoral, elle est rattachée au canton de Saint-Aignan depuis 2015 pour l'élection des conseillers départementaux et à la deuxième circonscription de Loir-et-Cher pour les élections législatives.

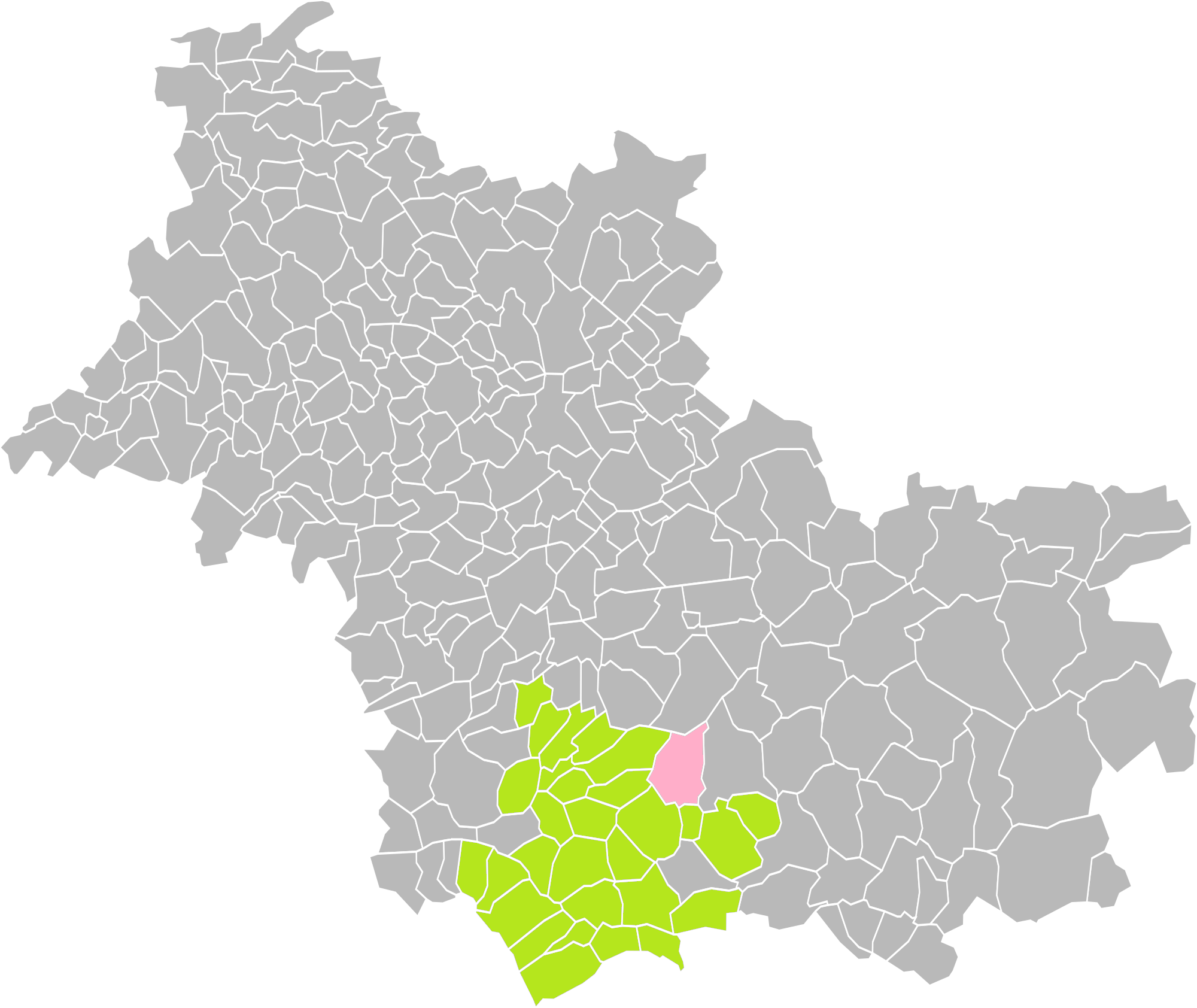
Soings-en-Sologne dans l'intercommunalité en 2016.
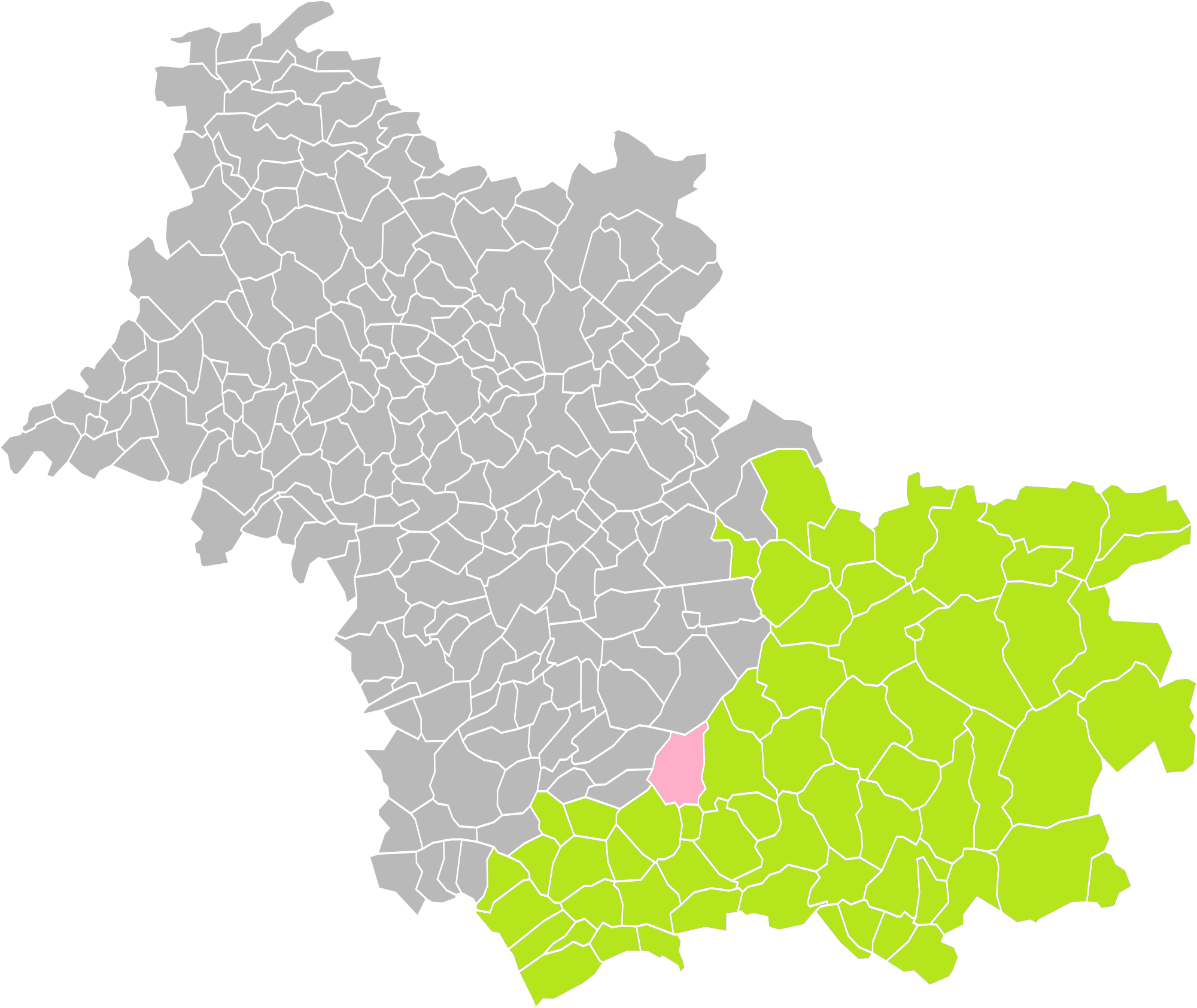
Soings-en-Sologne dans l'arrondissement de Romorantin-Lanthenay en 2016.
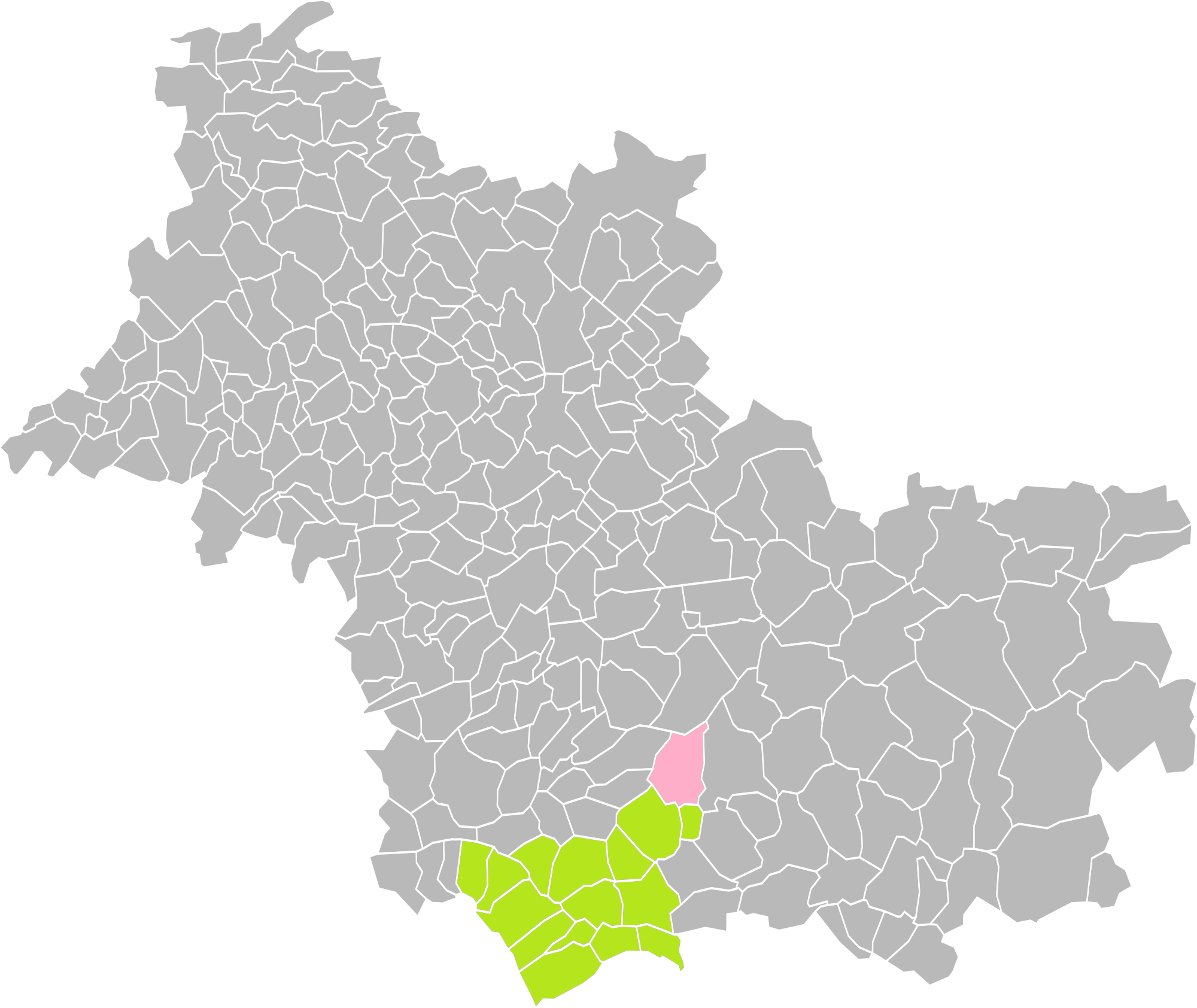
Soings-en-Sologne dans le canton de Saint-Aignan en 2016.

### Politique et administration municipale

#### Conseil municipal et maire
Le conseil municipal de Soings-en-Sologne, commune de plus de 1 000 habitants, est élu au scrutin proportionnel plurinominal avec prime majoritaire. Compte tenu de la population communale, le nombre de sièges au conseil municipal est de 19. Le maire, à la fois agent de l'État et exécutif de la commune en tant que collectivité territoriale, est élu par le conseil municipal au scrutin secret lors de la première réunion du conseil suivant les élections municipales, pour un mandat de six ans, c'est-à-dire pour la durée du mandat du conseil.

## Population et société

### Démographie

#### Évolution démographique
L'évolution du nombre d'habitants est connue à travers les recensements de la population effectués dans la commune depuis 1793. Pour les communes de moins de 10 000 habitants, une enquête de recensement portant sur toute la population est réalisée tous les cinq ans, les populations de référence des années intermédiaires étant quant à elles estimées par interpolation ou extrapolation. Pour la commune, le premier recensement exhaustif entrant dans le cadre du nouveau dispositif a été réalisé en 2007.

En 2022, la commune comptait 1 570 habitants, en évolution de −2,73 % par rapport à 2016 (Loir-et-Cher : −1,15 %, France hors Mayotte : +2,11 %).
| 1793 | 1800 | 1806 | 1821 | 1831 | 1836 | 1841 | 1846 | 1851 |
| ---- | ---- | ---- | ---- | ---- | ---- | ---- | ---- | ---- |
| 734  | 695  | 736  | 805  | 833  | 865  | 900  | 956  | 964  |

| 1856  | 1861  | 1866  | 1872  | 1876  | 1881  | 1886  | 1891  | 1896  |
| ----- | ----- | ----- | ----- | ----- | ----- | ----- | ----- | ----- |
| 1 013 | 1 026 | 1 115 | 1 122 | 1 112 | 1 149 | 1 180 | 1 231 | 1 204 |

| 1901  | 1906  | 1911  | 1921  | 1926  | 1931  | 1936  | 1946  | 1954  |
| ----- | ----- | ----- | ----- | ----- | ----- | ----- | ----- | ----- |
| 1 277 | 1 300 | 1 316 | 1 214 | 1 236 | 1 203 | 1 183 | 1 278 | 1 261 |

| 1962  | 1968  | 1975  | 1982  | 1990  | 1999  | 2006  | 2007  | 2012  |
| ----- | ----- | ----- | ----- | ----- | ----- | ----- | ----- | ----- |
| 1 302 | 1 324 | 1 314 | 1 259 | 1 289 | 1 314 | 1 463 | 1 487 | 1 583 |

| 2017  | 2022  | - | - | - | - | - | - | - |
| ----- | ----- | - | - | - | - | - | - | - |
| 1 614 | 1 570 | - | - | - | - | - | - | - |

#### Pyramide des âges
La population de la commune est relativement jeune.
En 2018, le taux de personnes d'un âge inférieur à 30 ans s'élève à 32,0 %, soit au-dessus de la moyenne départementale (31,3 %). À l'inverse, le taux de personnes d'âge supérieur à 60 ans est de 27,4 % la même année, alors qu'il est de 31,6 % au niveau départemental.
En 2018, la commune comptait 791 hommes pour 820 femmes, soit un taux de 50,9 % de femmes, légèrement inférieur au taux départemental (51,45 %).
Les pyramides des âges de la commune et du département s'établissent comme suit.
| Hommes | Classe d’âge | Femmes |
| ------ | ------------ | ------ |
| 0,8    | 90 ou +      | 1,9    |
| 8,7    | 75-89 ans    | 9,5    |
| 17,7   | 60-74 ans    | 16,4   |
| 19,5   | 45-59 ans    | 21,9   |
| 20,1   | 30-44 ans    | 19,5   |
| 13,9   | 15-29 ans    | 13,0   |
| 19,4   | 0-14 ans     | 18,0   |

| Hommes | Classe d’âge | Femmes |
| ------ | ------------ | ------ |
| 1,1    | 90 ou +      | 2,6    |
| 9,2    | 75-89 ans    | 11,9   |
| 19,7   | 60-74 ans    | 20,4   |
| 20,7   | 45-59 ans    | 20     |
| 16,5   | 30-44 ans    | 16,2   |
| 15,2   | 15-29 ans    | 13,2   |
| 17,6   | 0-14 ans     | 15,7   |

## Économie

### Secteurs d'activité
Le tableau ci-dessous détaille le nombre d'entreprises implantées à Soings-en-Sologne selon leur secteur d'activité et le nombre de leurs salariés :
|                                                              | total | % com (% dep) | 0 salarié | 1 à 9 salarié(s) | 10 à 19 salariés | 20 à 49 salariés | 50 salariés ou plus |
| ------------------------------------------------------------ | ----- | ------------- | --------- | ---------------- | ---------------- | ---------------- | ------------------- |
| Ensemble                                                     | 135   | 100,0 (100)   | 81        | 42               | 10               | 1                | 1                   |
| Agriculture, sylviculture et pêche                           | 35    | 25,9 (11,8)   | 14        | 15               | 4                | 1                | 1                   |
| Industrie                                                    | 3     | 2,2 (6,5)     | 2         | 1                | 0                | 0                | 0                   |
| Construction                                                 | 17    | 12,6 (10,3)   | 10        | 7                | 0                | 0                | 0                   |
| Commerce, transports, services divers                        | 68    | 50,4 (57,9)   | 47        | 17               | 4                | 0                | 0                   |
| dont commerce et réparation automobile                       | 29    | 21,5 (17,5)   | 20        | 8                | 1                | 0                | 0                   |
| Administration publique, enseignement, santé, action sociale | 12    | 8,9 (13,5)    | 8         | 2                | 2                | 0                | 0                   |
| Champ : ensemble des activités.                              |       |               |           |                  |                  |                  |                     |

Le secteur du commerce, transports et services divers est prépondérant dans la commune (68 entreprises sur 135) néanmoins le secteur agricole reste important puisqu'en proportions (25,9 %), il est plus important qu'au niveau départemental (11,8 %). 
Sur les 135 entreprises implantées à Soings-en-Sologne en 2016, 81 ne font appel à aucun salarié, 42 comptent 1 à 9 salariés, 10 emploient entre 10 et 19 personnes.1 emploie entre 20 et 49 personnes.
Au 1er juillet 2017, la commune est classée en zone de revitalisation rurale (ZRR), un dispositif visant à aider le développement des territoires ruraux principalement à travers des mesures fiscales et sociales. Des mesures spécifiques en faveur du développement économique s'y appliquent également.

### Emploi
En 2013, la population âgée de 15 à 64 ans s'élevait à 980 personnes, parmi lesquelles on comptait 74,6 % d'actifs dont 67,9 % ayant un emploi et 6,7 % de chômeurs.

### Héraldique
|  | Les armoiries de Soings-en-Sologne se blasonnent ainsi : Écartelé, au 1, d'azur à une tête de César laurée contournée d'argent ; au 2, de gueules à une grappe de raisin d'argent ; au 3, de gueules à une botte d'asperges d'argent ; au 4, d'azur à un brochet d'argent en pal. Création P. Vitali - J. Martin-Demézil (1975). |

### Agriculture
En 2010, l'orientation technico-économique de l'agriculture dans la commune est la polyculture et le polyélevage. Le département a perdu près d'un quart de ses exploitations en 10 ans, entre 2000 et 2010 (c'est le département de la région Centre-Val de Loire qui en compte le moins). Cette tendance se retrouve également au niveau de la commune où le nombre d'exploitations est passé de 95 en 1988 à 41 en 2000 puis à 33 en 2010. Parallèlement, la taille de ces exploitations augmente, passant de 36 ha en 1988 à 69 ha en 2010. 
Le tableau ci-dessous présente les principales caractéristiques des exploitations agricoles de Soings-en-Sologne, observées sur une période de 22 ans : 
|                                      | 1988                 | 2000                 | 2010                 |
| Dimension économique                 | Dimension économique | Dimension économique | Dimension économique |
| ------------------------------------ | -------------------- | -------------------- | -------------------- |
| Nombre d'exploitations (u)           | 95                   | 41                   | 33                   |
| Travail (UTA)                        | 434                  | 317                  | 303                  |
| Surface agricole utilisée (ha)       | 3 376                | 2 789                | 2 291                |
| Cultures                             |                      |                      |                      |
| Terres labourables (ha)              | 2 473                | 2 380                | 2 015                |
| Céréales (ha)                        | 1031                 | 614                  | 1156                 |
| dont blé tendre (ha)                 | 57                   | 62                   | 145                  |
| dont maïs-grain et maïs-semence (ha) | 653                  | 390                  | 428                  |
| Tournesol (ha)                       | 149                  | s                    | s                    |
| Colza et navette (ha)                | s                    | s                    |                      |
| Élevage                              |                      |                      |                      |
| Cheptel (UGBTA)                      | 1291                 | 224                  | 144                  |

#### Produits labellisés
La commune de Soings-en-Sologne est située dans l'aire de l'appellation d'origine protégée (AOP)  de quatre produits : un fromage (le Selles-sur-cher) et trois vins (le crémant-de-loire, le rosé-de-loire et le Touraine).
Le territoire de la commune est également intégré aux aires de productions de divers produits bénéficiant d'une indication géographique protégée (IGP) : le vin Val-de-loire, les volailles de l’Orléanais et les volailles du Berry,.

Quelques produits labellisés de Soings-en-Sologne.
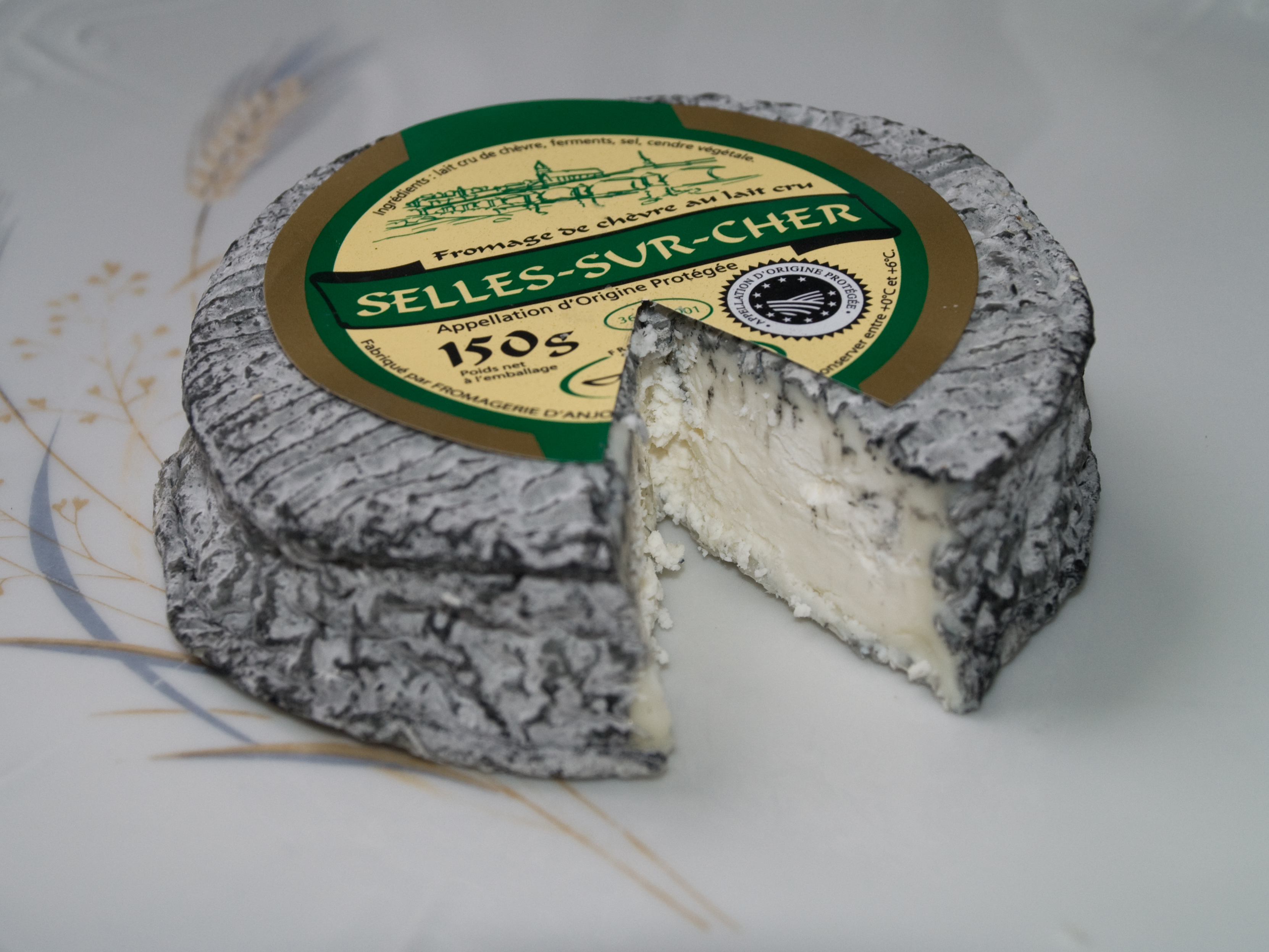
Selles-sur-cher.
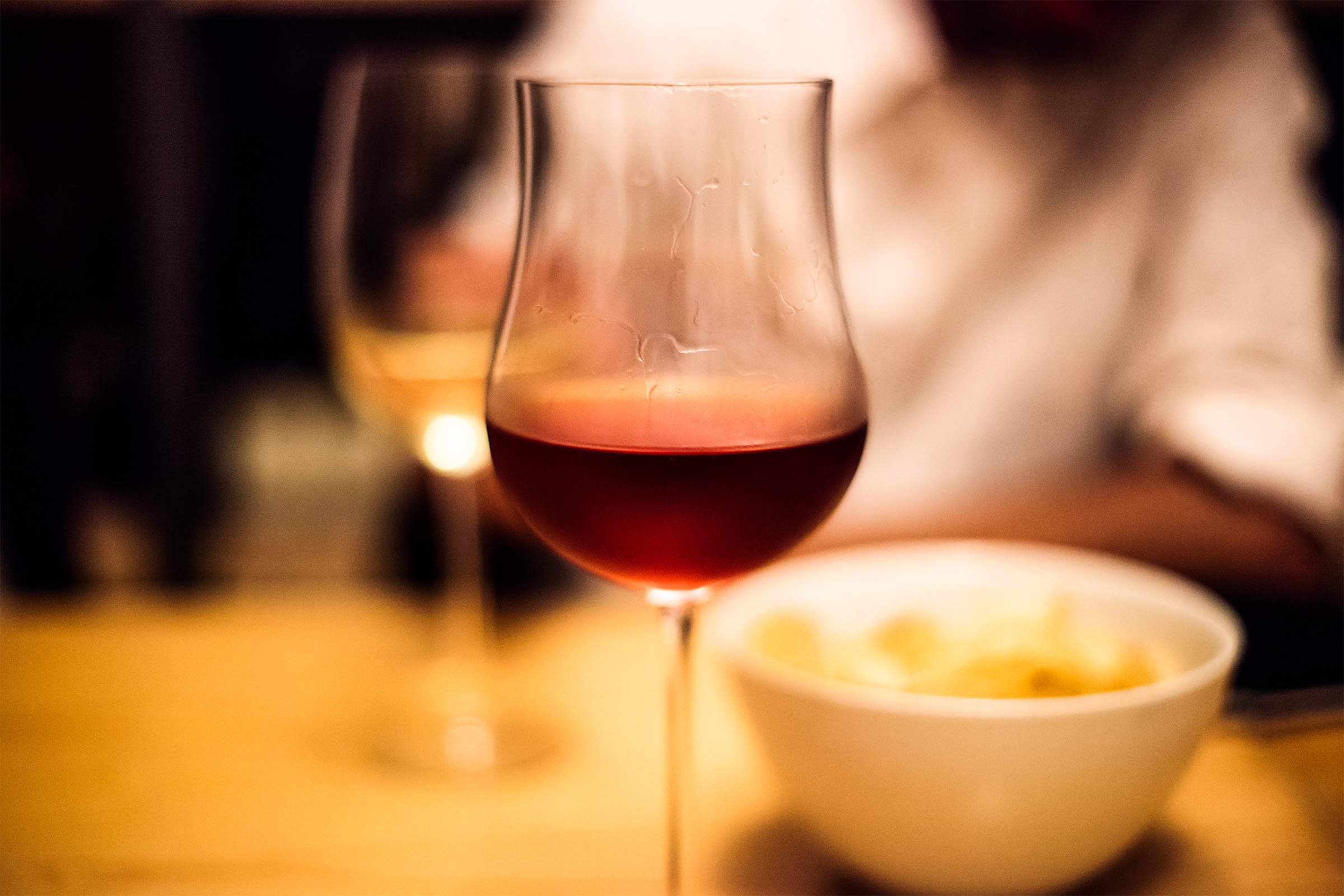
Touraine rouge.